# 草津市立草津中学校
草津市立草津中学校（くさつしりつ くさつちゅうがっこう）は、滋賀県草津市草津2丁目にある公立中学校。

## 概要
学校は国道1号に面した場所にあり、草津宿の旧宿場町周辺を学区（後述）としている。
1946年（昭和21年）に学制改革が行われ、その翌年の1947年（昭和22年）に当時の草津町で最初の中学校として創立した。1948年（昭和23年）には周辺の村の2中学校と合併して学校組合立となった。その後、1970年代後半 - 1980年代前半には、学区のベッドタウン化に伴う生徒数の増加により、2中学校を相次いで分離している。

## 沿革
- 1947年（昭和22年）4月 - 草津町立草津中学校として創立する。
- 1948年（昭和23年）4月 - 老上村立老上中学校、志津村立志津中学校が合併して、草津町・老上村・志津村学校組合立草津中学校に改称する。
- 1951年（昭和26年）11月 - 校歌・交友会歌を制定する。
- 1954年（昭和29年）10月 - 町村合併に伴う市制移行のため、草津市立草津中学校に改称する。
- 1961年（昭和36年）9月 - 第2室戸台風による被害を受け、講堂が大破する。なお、復旧工事は1962年（昭和37年）3月に完了した。
- 1964年（昭和39年）10月 - 体育館が竣工する。
- 1969年（昭和44年）7月 - プールが竣工する。
- 1979年（昭和54年）4月 - 校区分離のため、当校から草津市立老上中学校が分離・開校する。
- 1984年（昭和59年）4月 - 校区分離のため、当校から草津市立高穂中学校が分離・開校する。
- 1990年（平成2年）10月 - コンピュータ教室を設置する。同室にはパソコン22台が設けられた。
- 2000年（平成12年）12月 - インターネットによる公式ホームページを開設する。
- 2012年（平成24年）
  - 2月 - 旧体育館を解体する。
  - 3月 - 新体育館が完成する。
- 2015年（平成27年）8月 - ICTタブレット端末252台、ハイブリッドパソコン36台を導入する。
- 2016年（平成28年）8月 - テレビ型電子黒板を9台導入する。
- 2021年（令和3年）1月 - 配膳室の工事を行い、同年8月に完成する。
- 2022年（令和4年）4月 - 学校給食を開始する。
- 2024年（令和6年）4月 - 制服を改定する[1]。

（注記なき出典：）

## 基礎データ

### スローガン
- 教育目標 - いのち輝き、心豊かな生徒の育成[3][4]
- スローガン（合言葉） - ひとを大切に、ひとつを大切に[3][4]

## 部活動
- 運動部 - 陸上競技、野球、卓球、剣道、ソフトテニス、バレーボール、バスケットボール、柔道、サッカー、ソフトボール、バドミントン[5]
- 文化部 - 吹奏楽、美術[5]

## 学区
- 草津市立草津小学校と草津市立草津第二小学校と草津市立渋川小学校の校区全域[6]

## アクセス
- JR琵琶湖線（東海道本線）・JR草津線 草津駅
  - 同駅から帝産湖南交通「草津中学校前」停留所下車、徒歩約1分[7]。
  - 同駅から近江鉄道バス「中学校前」停留所下車、徒歩約1分[7]。
  - 同駅から徒歩約15分[7]。

## 著名な卒業生
- 石川駿（元プロ野球選手）[8]
- 真衣ひなの（元宝塚歌劇団星組娘役）
- 常山幹太（プロバドミントン選手）
- TAKUYA∞（ロックバンド、UVERworld ボーカル）